# Oqaatsut
Oqaatsut (zastarale Oqaitsut nebo Oqâtsut), v minulosti Rodebay je osada v Grónsku v kraji Avannaata. Byla založená někdy v 18. století nizozemskými velrybáři jako Rodebay, později byla přejmenována na současný název Oqaatsut, který v grónštině znamená "kormoráni". V roce 2017 tu žilo 36 obyvatel.

## Počet obyvatel
Počet obyvatel Oqaatsutu se snížil o více než 60% oproti počtu obyvatel z roku 1991 a o více než 49% oproti počtu obyvatel z roku 2002.